# Kapitan Petko wojwoda
Kapitan Petko wojwoda (bułg. Капитан Петко войвода) – wieś w południowej Bułgarii, w obwodzie Chaskowo, w gminie Topołowgrad.
Miejscowość leży na skraju gór Sakar, około 8 km na wschód od Topołowgradu.
Dawniej wieś nosiła nazwę Duganowo. W 1957 roku dokonano w miejscowości kolektywizacji ziemi.
Dzisiejsza nazwa wsi pochodzi od hajduckiego dowódcy Petko wojwody.